# シュウ酸鉄(II)
シュウ酸鉄(II)（英語: iron(II) oxalate）または、シュウ酸第一鉄（英語: ferrous oxalate）は、化学式が FeC
2O
4(H
2O)
x（xは0または2） で表される化合物である。黄色の粉末。シュウ酸金属錯体の特徴として、高分子である傾向があり、水には溶けにくい。

## 構造
他のシュウ酸鉄と同様、八面体のFe中心を持つ。二水和物 FeC
2O
4(H
2O)
2 は配位高分子で、シュウ酸で架橋されたFe2+中心が鎖状に連なり、それぞれ2つのアクア配位子を持つ。

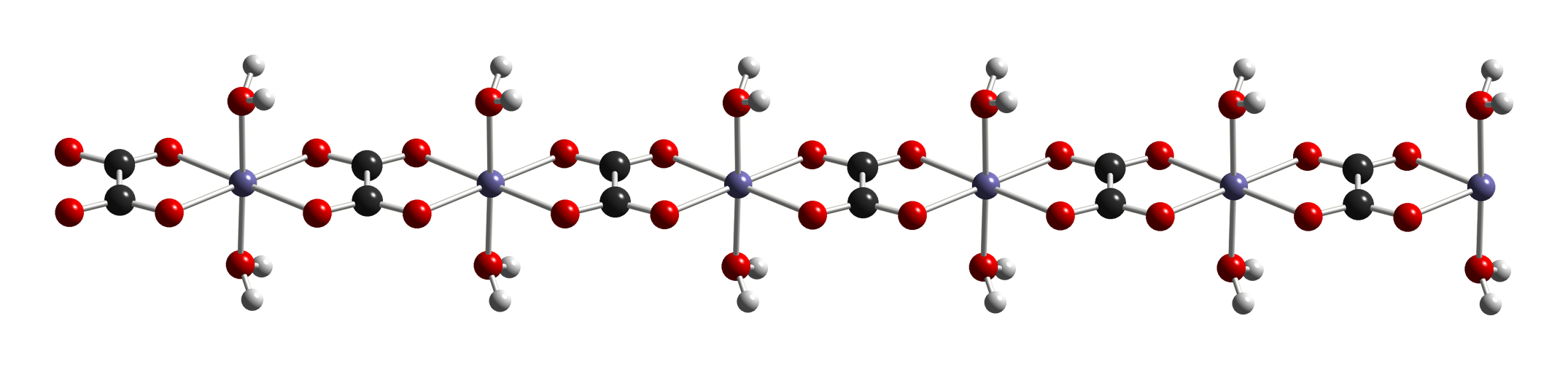
シュウ酸鉄(II)二水和物の鎖構造の球棒モデル

## 反応
120℃に加熱すると二水和物は脱水し、無水物は190℃付近で分解する。熱分解生成物は、酸化鉄と発熱性金属鉄の混合物で、二酸化炭素、一酸化炭素、水が放出される。
シュウ酸鉄(II)はリン酸鉄の前駆体であり、これはバッテリーに利用価値がある。

## 天然での生成
2020年現在、シュウ酸鉄(II)無水物の鉱物は知られていない。しかし、二水和物はフンボルト石として知られている。関連鉱物として、ステパノフ石 (Na[Mg(H
2O)
6][Fe(C
2O
4)
3] · 3H2O) がある。